# سون فیشر
اسون فیشر ورزشکار مرد رشتهٔ بیاتلون اهل کشور آلمان است. وی در بین سال‌های ‎۱۹۹۴ تا ۲۰۰۶ میلادی در مسابقات بازی‌های المپیک زمستانی در مجموع ۸ مدال، شامل ۴ مدال طلا ، ۲ نقره و ۲ برنز را کسب کرد.